# Fernand de Varennes
Fernand Joseph de Varennes (* 1958) ist ein kanadischer Rechtswissenschaftler, Hochschullehrer und Menschenrechtsexperte. Er ist seit 2017 UN-Sonderberichterstatter zu den Rechten von Minderheiten.

## Herkunft und Ausbildung
Fernand de Varennes erwarb 1988 einen LL.B. an der Université de Moncton in der ostkanadischen Provinz New Brunswick und 1992 einen LL.M. an der London School of Economics and Political Science. An der Rijksuniversiteit Limburg (heute Universität Maastricht) promovierte er 1996 zum Dr. jur.

## Karriere
Fernand de Varennes war fast 20 Jahre Dozent an der Murdoch University im westaustralischen Perth. Heute ist er Professor an der University of Pretoria in Südafrika. Daneben ist er seit Juli 2015 Dekan der juristischen Fakultät der Université de Moncton.
Seit 2011 ist de Varennes Cheng Yu Tung Visiting Professor für Minderheitenrechte im vergleichenden und Internationalen Recht an der juristischen Fakultät der Universität Peking und Gastdozent für linguistische Rechte, Inklusion und ethnische Konflikte im nordthailändischen Chiang Mai. Gastprofessuren bestehen auch an der Université catholique de Lyon (France), der Vytautas-Magnus-Universität im litauischen Kaunas und der National University of Ireland in Galway. Vorausgegangen waren Lehrtätigkeiten an der Åbo Academy in Turku, der Daitō-Bunka-Universität und der Seikei-Universität in der Präfektur Tokio, der Ethiopian Civil Service University in Addis Ababa, Gakushūin-Universität in Tokio, der Universitas Pelita Harapan und der Universitas Sam Ratulangi in Indonesien, der Universität La Réunion und der Universität Hongkong.
Schwerpunkte der wissenschaftlichen Arbeit von Fernand de Varennes sind die Menschenrechte von Minderheiten, die Prävention ethnischer Konflikte, die Rechte von Migranten und Föderalismus und andere Verfassungskonstrukte der Autonomie zu Ausbalancierung konkurrierender kultureller Interessen.

## Sonstige Aufgaben
Seit 2003 ist de Varennes Chefredakteur des Asia-Pacific Journal on Human Rights and the Law.
Seit Jahrzehnten kooperiert Fernand de Varennes als Forscher und Autor mit dem Europäischen Zentrum für Minderheitenfragen (ECMI). Er beklagt einen zunehmenden populistischen, mehrheitsorientierten Nationalismus. Viele Errungenschaften wie das Rahmenübereinkommen zum Schutz nationaler Minderheiten (FCNM) und die Europäische Charta der Regional- oder Minderheitensprachen des Europarats (ECRML) oder die Erklärung der Rechte von Angehörigen nationaler oder ethnischer, religiöser und sprachlicher Minderheiten der UN-Generalversammlung würden von staatlichen Stellen in den letzten Jahren immer öfter ignoriert und es gebe in einigen Ländern auch eine wachsende Feindseligkeit oder zumindest Intoleranz gegenüber der Kultur, den Sprachen oder den Religionen einiger Minderheiten.

## Ehrenamtliche Tätigkeit
Am 1. August 2017 wurde de Varennes als Nachfolger der Ungarin Rita Izsák-Ndiaye zum Sonderberichterstatter betreffend Minderheiten beim UN-Menschenrechtsrat in Genf ernannt.
Zur Menschenrechtssituation der Uiguren drückte er seine ernsthafte Besorgnis bezüglich Verhaftungen und das gewaltsame Verschwinden aus, ebenso über das Todesurteil gegen Tashpolat Tiyip, den ehemaligen Präsidenten der Universität Xinjiang, das wegen des Vorwurfs des Separatismus verhängt worden war. Er kenne keine andere Minderheit auf der Welt, die so zur Zielscheibe geworden sei wie die Uiguren.

## Auszeichnungen
- 2004 Linguapax Prize[5]
- Ritterkreuz des Verdienstordens der Republik Polen[6]
- 2021 FUEN-Preis „für sein außergewöhnliches Engagement für die autochthonen nationalen Minderheiten und Sprachgruppen in Europa“[7]
- Tip O’Neill Peace Fellowship (Nordirland)

## Privates
Neben seiner Muttersprache Französisch spricht er Englisch und Spanisch. Er besitzt sowohl die kanadische wie die australische Staatsangehörigkeit.

## Publikationen (Auswahl)
- mit Christie Gardiner: Routledge Handbook of Human Rights in Asia, Dezember 2018
- International Law and Language Minority Education 2017 doi:10.1007/978-3-319-02344-1_12
- mit Elżbieta Kuzborska: Language, Rights and Opportunities: The Role of Language in the Inclusion and Exclusion of Indigenous Peoples 2016, International Journal on Minority and Group Rights 23(3):281-305 doi:10.1163/15718115-02303004
- International Law and Education in a Minority Language 2008 doi:10.1007/978-0-387-30424-3_10 In Encyclopedia of Language and Education (pp.121-136)
- Recurrent Challenges To The Implementation Of Intrastate Peace Agreements: The Resistance Of State Authorities 2007 doi:10.1007/978-90-6704-599-5_2 in Implementing Negotiated Agreements (pp.49-67)
- The Linguistic Rights of Minorities in Europe 2000 doi:10.1007/978-90-6704-655-8_1 in Minority Rights in Europe European Minorities and Languages (pp.3-30)